# Jordbruksaktuellt
Jordbruksaktuellt är en gratistidning som delas ut till svenska jordbrukare. Tidningen utkommer varannan vecka och har en upplaga på över 72 000 exemplar.
Tidningen startade 1962 och ges ut av medieföretaget Jordbruksaktuellt som ägs av Agriprim AB ett serviceföretag inom jordbruksbranschen.
Tidningen är störst inom sin bransch och ges ut i 16 lokala upplagor.
Tidningen ger även ut tidskrifterna Skogsaktuellt och Entreprenadaktuellt.